# Cologne Challenger
Il Cologne Challenger è stato un torneo professionistico di tennis giocato su campi in cemento indoor. Faceva parte dell'ATP Challenger Series. Si giocava annualmente a Colonia in Germania.

## Albo d'oro

### Singolare
| Anno       | Campione          | Finalista        | Punteggio     |
| ---------- | ----------------- | ---------------- | ------------- |
| 1994       | Karsten Braasch   | Jörn Renzenbrink | 6–4, 6–4      |
| 1993       | Non disputato     | Non disputato    | Non disputato |
| 1992       | Kenneth Carlsen   | Tomas Nydahl     | 6–2, 1–3 rit. |
| 1991       | Magnus Gustafsson | Marcos Górriz    | 6–2, 4–6, 6–2 |
| 1990- 1983 | Non disputato     | Non disputato    | Non disputato |
| 1982       | Dominique Bedel   | Andreas Maurer   | 2–6, 6–3, 6–4 |

### Doppio
| Anno       | Campioni                            | Finalisti                         | Punteggio     |
| ---------- | ----------------------------------- | --------------------------------- | ------------- |
| 1994       | Alexander Mronz Udo Riglewski       | Pat Cash Jörn Renzenbrink         | 6–4, 6–2      |
| 1993       | Non disputato                       | Non disputato                     | Non disputato |
| 1992       | Marc-Kevin Goellner Bernd Karbacher | Brian Devening Murphy Jensen      | 6–4, 6–7, 6–1 |
| 1991       | Brent Haygarth Byron Talbot         | Magnus Gustafsson Alexander Mronz | 7–5, 6–4      |
| 1990- 1983 | Non disputato                       | Non disputato                     | Non disputato |
| 1982       | Brad Guan Warren Maher              | Chris Johnstone Cliff Letcher     | 6–2, 6–4      |